# Långa flacka bollar
Långa flacka bollar, originaltitel: Lange flate ballær, är en norsk komedifilm från 2006. Uppföljaren Långa flacka bollar II kom 2008.

## Handling
Filmen handlar om sex män som jobbar på verkstaden EdGarasjen. Verkstaden hotas av konkurs, och de är rädda för att förlora jobben. De använder verkstadens sista pengar för att åka på tur till fotbolls-VM i Tyskland.

## Rollista
| Jan Edgar Fjell       | – Edgar         |
| Petter Jørgensen      | – Petter        |
| Anders Fjell          | – Øyvind        |
| Eirik Tobiassen       | – Karsten       |
| Kai Helge Hansen      | – Kai           |
| Henrik Morken Nielsen | – Helge         |
| Frode Lie             | – Freddy        |
| Roman Roth            | – Klaus Bittman |
| Vivi Haug             | – Øyvinds mor   |
| Mona Solhaug          | – Anne          |
| Kari Reinertsen       | – Kari          |